# فریگیت کلاس گالات
فریگیت کلاس گالات (به انگلیسی: Galathée-class frigate) یک کلاس از کشتی است که طول آن 44.5 metres می‌باشد.